# Конечноротые
Конечноротые (Teleostomi) — клада челюстноротых животных, которая включает Euteleostomi (костных рыб вместе с четвероногими животными) и полностью вымершую группу рыб акантодов. Основные признаки этой группы — жаберные крышки и одна пара дыхательных отверстий, которые, однако, были утрачены или изменены у некоторых позднейших представителей клады. Teleostomi включают почти всех позвоночных животных за исключением хрящевых рыб (Chondrichthyes) и вымерших плакодерм (Placodermi).

## Характеристика
Имеют две основные характеристики, которые дают им возможность дышать в водной среде. Первая — наличие жаберных крышек. Важным этапом было появление одного дыхательного отверстия. Второй характеристикой адаптации было появление пузыря, заполнявшегося кислородом. Эта характеристика представлена в виде примитивных лёгких у ранних видов, и в виде плавательного пузыря, который помогает поддерживать нейтральную плавучесть, у более поздних.
Для акантод характерно наличие трёх отолитов. Двоякодышащие имеют только два отолита, а латимерии — только один.